# Natura 2000-område nr. 96 Bolderslev Skov og Uge Skov
 Natura 2000-område nr. 96 Bolderslev Skov og Uge Skov er et skovområde sydvest for Aabenraa, der er udpeget på grund af de kalkrige og næringsrige søer, en række
forskellige skovtyper samt stor vandsalamander. Området er desuden et af de meget få danske levesteder for bjergsalamander. Hele skovarealet, der er en del af et oprindeligt løvskovsområde, og har et urskovsagtigt præg med
forekomster af lind, er fredskov. Der findes også enge, og større lysåbne arealer, som er overladt til naturlig tilgroning (urørt skov).
Natura 2000-området ligger i Aabenraa Kommune og indenfor vandplanområdet 4.1 Kruså-Vidå 

## Naturfredning
Bolderslev og Uge Skov blev fredet i 1999 af Naturklagenævnet som nogle af de første skovfredninger, i henhold til den danske naturskovsstrategi. Skovene skal overgå til urørt skov, og det betyder, at de skal have lov til at passe sig selv – Danmarks svar på urskove. Fredningen medførte, at Skov- og Naturstyrelsen opkøbte hele arealet.
Den landbrugsjord der ligger nær ved eller inde i fredningen, skal enten overgå til våd eng eller græsningseng. Der har været drænet i de fleste skove herhjemme, også Bolderslev og Uge, men det skal ophøre, så våde enge og sumpskov bliver mere udbredt fremover.
De landbrugsjorde, der ligger nær ved eller inde i fredningen, skal enten overgå til våd eng eller græsningseng. Der har været drænet i de fleste skove herhjemme, også Bolderslev og Uge, men det skal ophøre, så våde enge og sumpskov bliver mere udbredt fremover.

## Eksterne kilder og henvisninger
1. ↑  Vandplan 2009-2015. Vidå - Kruså, Hovedvandopland 4.1 Arkiveret 9. januar 2017 hos  Wayback Machine på svana.dk
2. ↑  Om fredningen på fredninger.dk

- Naturplanen Arkiveret 23. marts 2017 hos  Wayback Machine
- Basisanalysen 2016-21 Arkiveret 13. marts 2017 hos  Wayback Machine
- Folder om skovene udgivet af Naturstyrelsen 2009